# Blåsärtssläktet
Blåsärtssläktet (Colutea), eller blåsärter, är ett växtsläkte i familjen ärtväxter med cirka 28 arter och förekommer i södra Europa, Nordafrika, samt i västra och centrala Asien. De ingående arterna är lövfällande buskar med gula till orangea blommor och bildar blåsliknande fröbaljor. Typart för släktet är blåsärt (Colutea arborescens).
Några arter odlas ibland som trädgårdsväxter i Sverige.

## Arter
- Colutea abyssinica[4]
- Colutea acutifolia[4]
- Colutea afghanica[4]
- Colutea arborescens[4] (blåsärt)[1]
- Colutea armata[4]
- Colutea armena[4]
- Colutea atabaevii[4] (eller Colutea atabajevii)[3]
- Colutea atlantica[4]
- Colutea brachyptera[4]
- Colutea brevialata[3]
- Colutea buhsei[4]
- Colutea cilicica[4]
- Colutea delavayi[4]
- Colutea gifana[4]
- Colutea gracilis[4]
- Colutea insularis[3]
- Colutea istria[3]
- Colutea jarmolenkoi[4] (eller Colutea jamnolenkoi)[3]
- Colutea komarovii[4]
- Colutea melanocalyx[3]
- Colutea multiflora[4]
- Colutea nepalensis[4]
- Colutea orientalis[4] (kopparblåsärt)[1]
- Colutea paulsenii[4]
- Colutea persica[4]
- Colutea porphyrogramma[4]
- Colutea triphylla[3]
- Colutea uniflora[4]

Noteringar:
- Colutea media[4] är inte en accepterad art,[3] utan en hybrid, Colutea × media,[5] på svenska kallad hybridblåsärt.[1]

## Bildgalleri

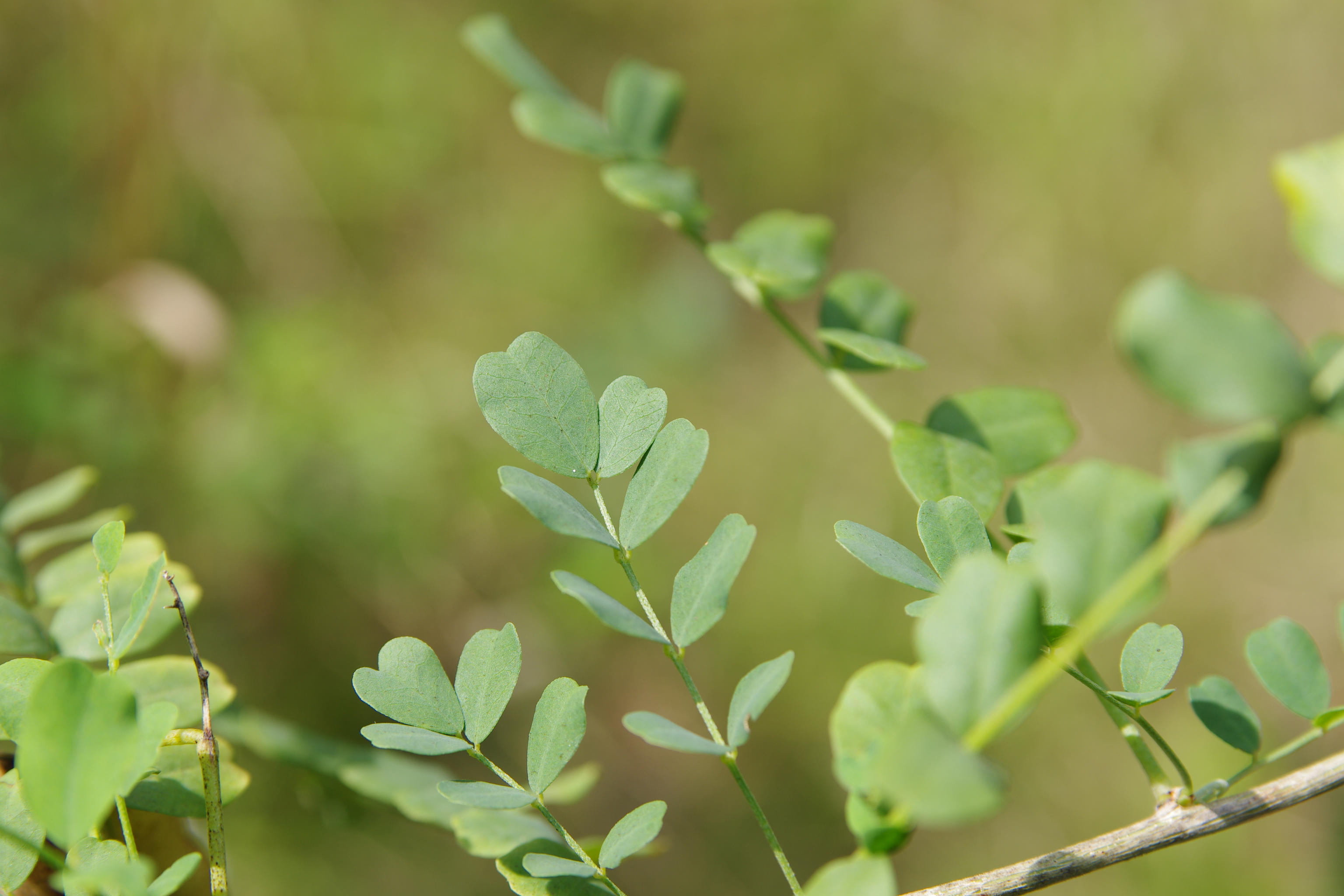
C. arborescens, blad.
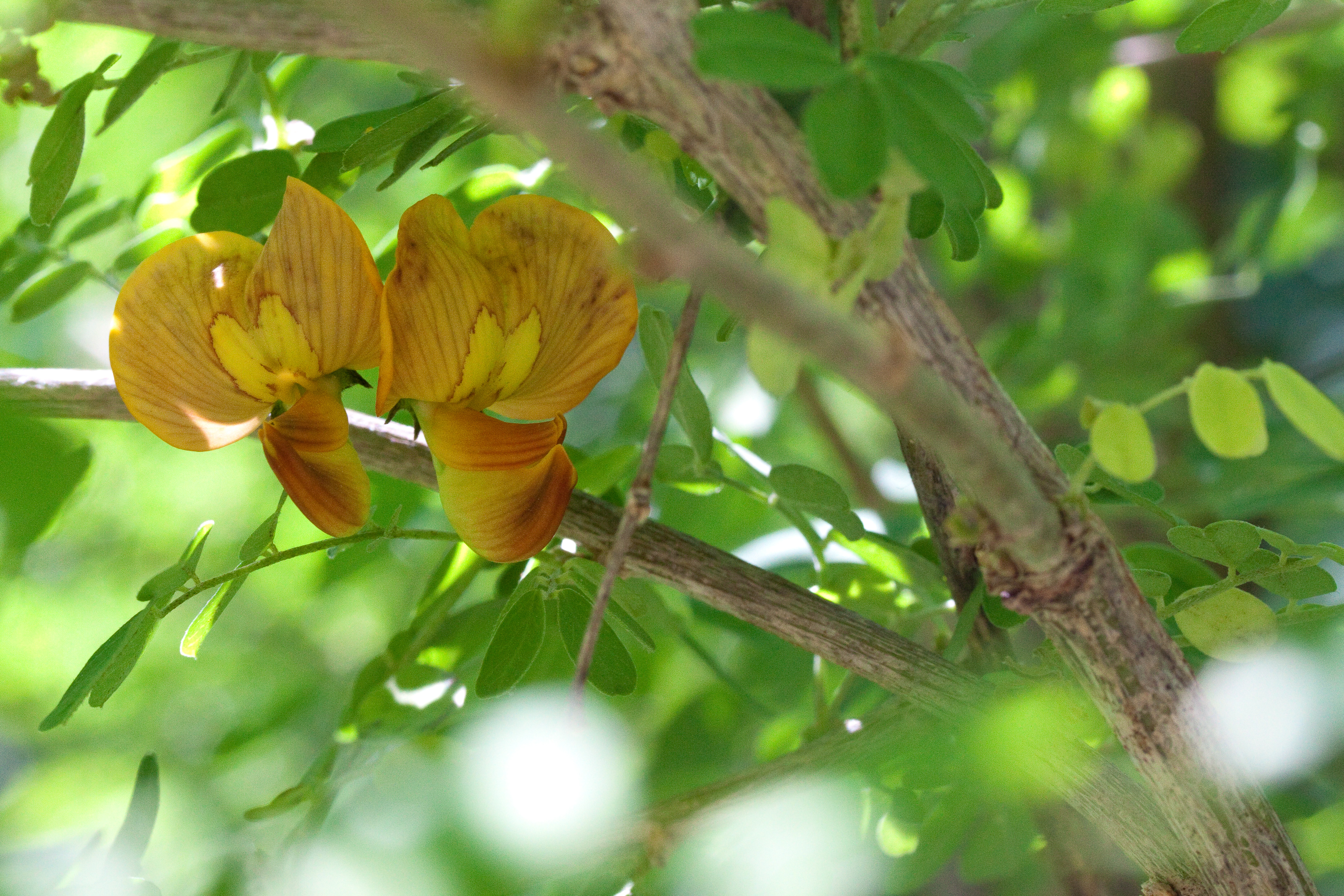
C. orientalis med blommor.
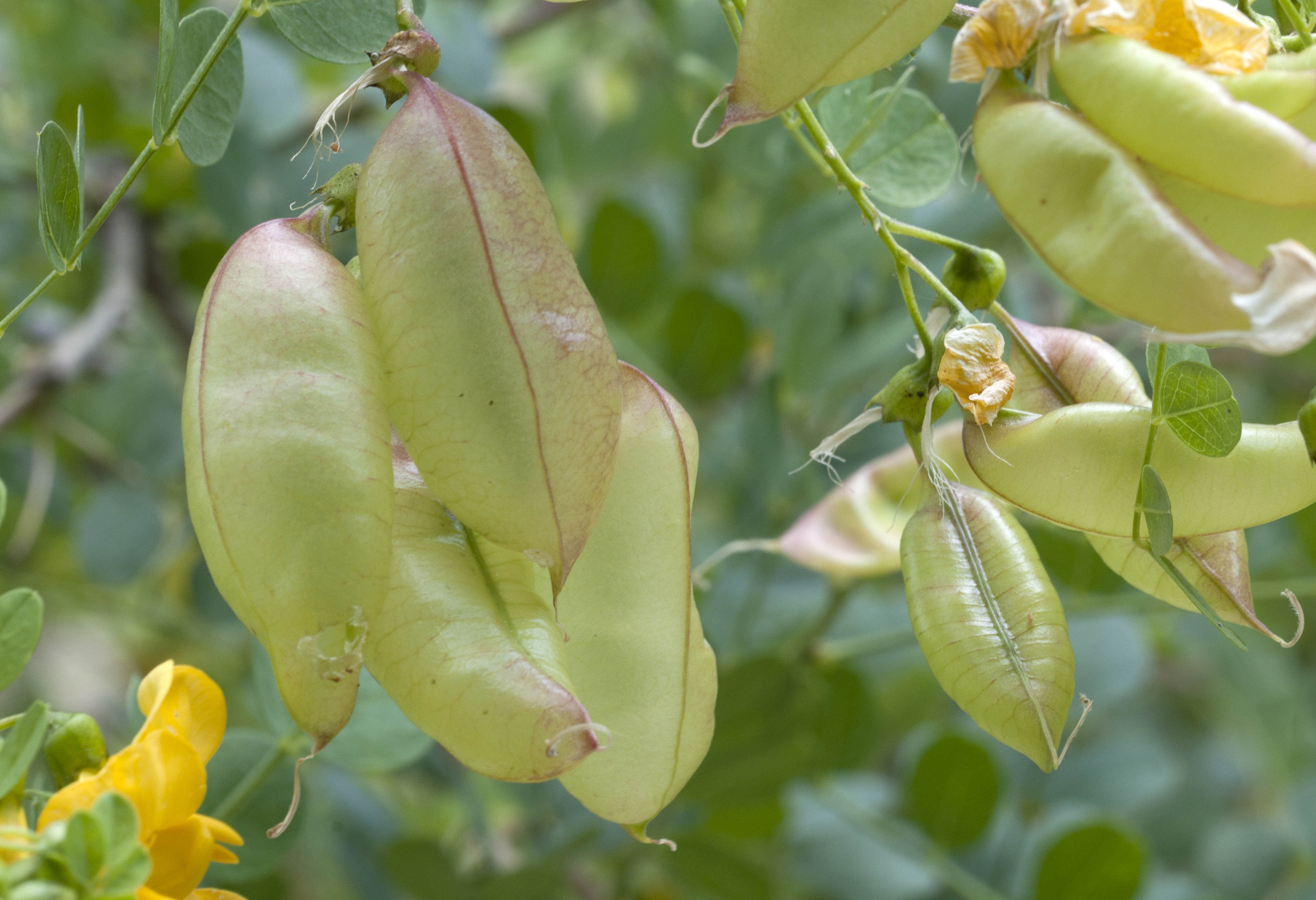
C. cilicica, fröbaljor.
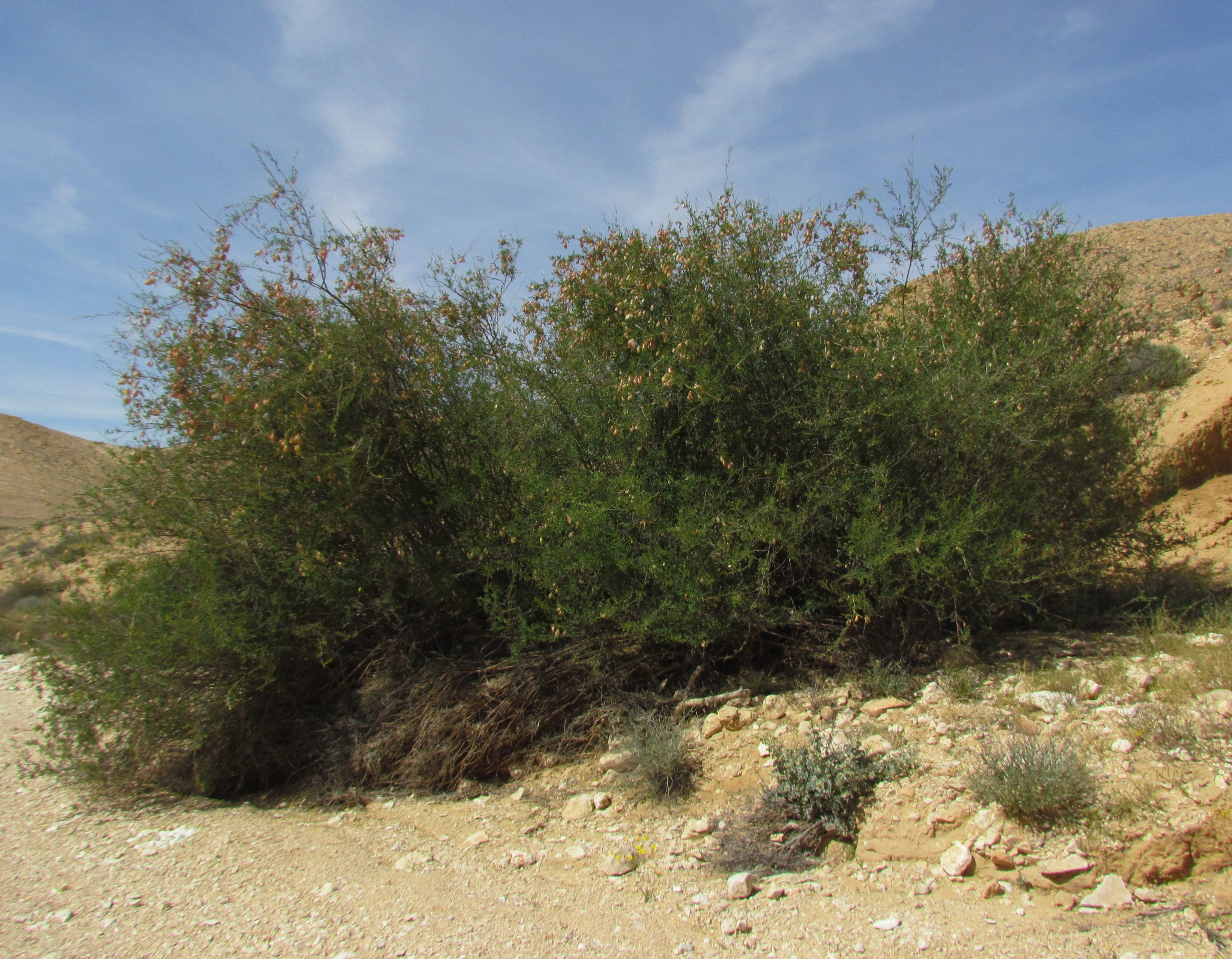
C. istria, Israel.
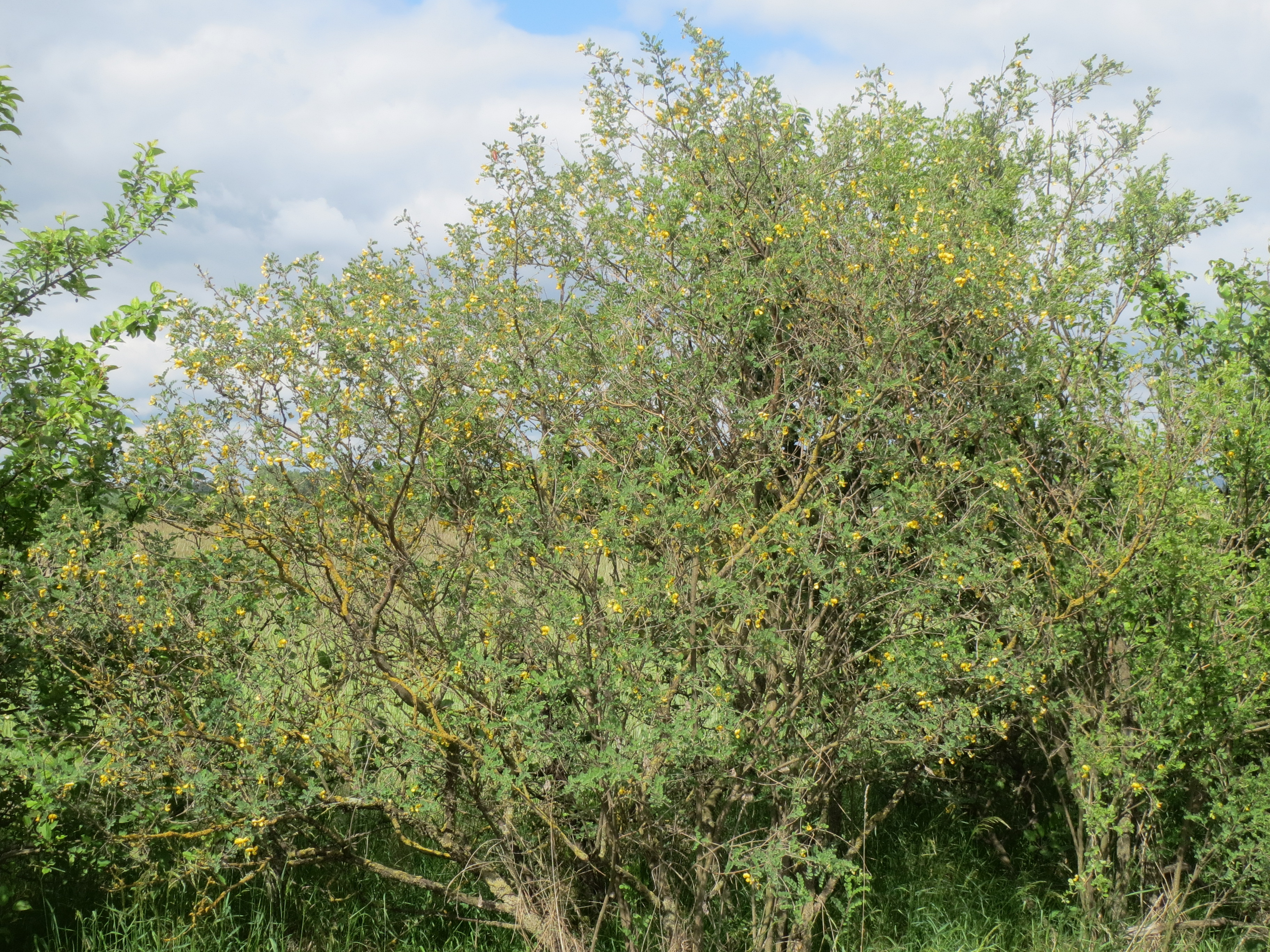
C. arborescens, Neulußheim i Tyskland.